# 芳村伊三郎
芳村 伊三郎（よしむら いさぶろう）は、近世前期以来の長唄の家元の名跡。
芳村の始祖。芳村伊十郎と並ぶ名跡のひとつ。
特に4代目が有名で4代目は歌舞伎の世話物の名作「与話情浮名横櫛」（別名「お富与三郎」）のモデルとなった。7代目までは唄方、7代目は三味線方。

## 初代
（享保4年（1719年） - 文化2年10月13日（1805年12月3日））
初代杵屋正次郎の門弟。1780年に江戸市村座が初出演。1787年には立唄。1794年11月に初代芳村伊十郎に名を譲り引退。

## 2代目
（享保20年（1735年） - 文政3年11月29日（1821年1月3日））
家具職から転身。1792年頃から初代芳村伊十郎の名で芝居に出て1794年11月に初代から譲られ2代目伊三郎を襲名。1798年に立唄。俗に「尾張町の伊三郎」といわれる。

## 3代目
（宝暦4年（1754年） - 天保4年8月20日（1833年10月3日））本名は中村屋平蔵。
鍛冶職、または型付職から転身。2代目の門弟。1806年から初代芳村伊四郎の名で芝居に出て、1808年冬に2代目芳村伊十郎を襲名、1809年に立唄、1822年11月に2代目坂田仙四郎、1824年に3代目伊三郎を襲名。

## 4代目
（寛政12年（1800年） - 弘化4年6月16日（1847年7月27日））本名は中村大吉。歌舞伎与話情浮名横櫛の与三郎のモデル。
上総国清名幸谷村(現大網白里市)生まれ、紺屋の子。初名を芳村伊千五郎、1843年に立唄、1846年11月に4代目伊三郎を襲名。

## 5代目
（天保3年（1832年） - 明治15年（1882年）11月24日）本名は石川清之丞。
江戸麹町番町の生まれ、旗本石川八五郎の次男。3代目芳村伊十郎（後の2代目吉住小三郎）の門人。4代目伊三郎没後の1848年の17歳で伊三郎家の養子となる。1851年に伊千三郎の名で河原崎座へ初舞台。1856年に師名の4代目伊十郎を襲名。1851年に森田座の立唄となり1853年に5代目伊三郎を襲名。幕末から明治初期の名人。
通称住んでいた場所から「伝馬町の伊三郎」と称される。
明治15年に千葉県山武郡東金町（現東金市）岩崎の秋山嘉吉家にて客死。長唄調に編曲した現地の祭囃子は東金ばやしとして現在も伝承されている。

## 6代目
（文政6年（1823年） - 明治35年（1902年）5月10日）本名は芳村金五郎。幼名を万吉。
江戸新宿新町の生まれ、杵屋力蔵、初代芳村孝左衛門に師事、29歳で、3代目芳村伊四郎の養子になる。1850年に2代目芳村金五郎、1859年に守田座にて師名の4代目伊四郎、1860年に5代目伊十郎を襲名。1875年に新富座の囃子頭に就任。1893年に6代目伊三郎を襲名。
通称住んでいた場所から「銀座の伊三郎」と称される。

## 7代目
（安政2年（1855年）9月 - 大正9年（1920年）8月20日）本名は芳村桂次郎。
江戸の生まれ、6代目伊三郎の次男で悪声だったため早くから三味線方に転向。1872年に杵屋敬次郎の名で三味線方で出る。1876年に8代目杵屋六三郎の門に入り、杵屋六之助を名乗る。1887年に立三味線。1893年に6代目伊四郎を襲名。1902年に7代目伊三郎を襲名。

## 8代目
後の7代目芳村伊十郎。

## 9代目
3代目杵屋栄蔵と兼名した。

## 11代目
後の8代目芳村伊十郎